# Mara Pfeiffer
Mara Pfeiffer geb. Braun (* 1978 in Heidelberg) ist eine deutsche Autorin und Journalistin.

## Leben
Mara Braun wuchs in Erbach (Odenwald) auf. Das elfte Schuljahr verbrachte sie in den USA und besuchte dort die High School in McComb in Mississippi. Dabei wurde, unter anderem durch die Mitarbeit an der Schülerzeitung, ihr Interesse am Journalismus geweckt.
Nach dem Abitur am Gymnasium in Michelstadt studierte Braun an der Johannes Gutenberg-Universität in Mainz Filmwissenschaft und Publizistik. Neben der Mitarbeit beim Unifernsehen CampusTV machte sie in dieser Zeit diverse Hospitanzen, etwa bei 3sat, dem ZDF und dem Südwestrundfunk. Nach dem Studium arbeitete Braun zunächst als Redakteurin bei 3sat und absolvierte dann ein journalistisches Volontariat bei der Verlagsgruppe Rhein Main (VRM). Dort arbeitete sie anschließend als Redakteurin für Hochschule und Social Media sowie später für die Kinderzeitung Kruschel. Seit 2013 ist sie freiberuflich tätig und nutzt dabei das Pseudonym „Wortpiratin“, das seit 2017 auch ihre eingetragene Wortmarke ist.
Pfeiffer ist Gründungsmitglied des Podcasts FRÜF – Frauen reden über Fußball, das im März 2020 den Goldenen Blogger als bestes Sportblog 2019 gewann. Für die Zeitungen der VRM schreibt sie wöchentlich Kolumnen zu den Themen Mainz 05, Fußball und Fanpolitik und erstellte zwischen 2016 und 2024 insgesamt 200 Videokolumnen mit Interviews rund um Mainz 05. Seit November 2020 erstellt Pfeiffer für Sport1 den Podcast Flutlicht an! Im Gespräch mit der Wortpiratin, in dem sie sich mit Menschen austauscht, die dem Fußball sehr verbunden sind, in der Regel aber nicht unmittelbar in der Öffentlichkeit stehen. Die Podcast-Folgen erscheinen im zweiwöchentlichen Turnus. Außerdem ist sie gelegentlich bei Gast in der sonntäglichen Fußball-Talkshow Doppelpass.
Pfeiffer ist Mitglied der Deutschen Akademie für Fußball-Kultur. Sie veröffentlichte 2018 den Krimi Im Schatten der Arena. Ihr 2020 erschienener Kriminalroman Vergiftete Hoffnung war nominiert als Fußballbuch des Jahres 2021 im Rahmen des Deutschen Fußball-Kulturpreises. Bei der von der Fachzeitschrift Medium Magazin durchgeführten Wahl der Journalistinnen & Journalisten des Jahres 2021 wurde sie als drittbeste deutsche Sportjournalistin ausgezeichnet. Im Mai 2022 erschien ihre Biographie des Fußballtrainers Wolfgang Frank, Der Fußball-Revolutionär. Auch dieses Buch war als Fußballbuch des Jahres 2022 nominiert. Pfeiffer schrieb mit der Fußballerin Alexandra Popp deren im August 2023 erschienene Autobiografie Dann zeige ich es euch eben auf dem Platz. Das Buch war ebenfalls als Fußballbuch des Jahres 2024 nominiert.
Mit ihrer Kollegin Annika Becker betreibt Pfeiffer seit Januar 2023 den Podcast Becker & Pfeiffer und seit Januar 2024 die Plattform Bolztribüne, deren Name seit Ende November 2024 als Wortmarke der Betreiberinnen geschützt ist.
Pfeiffer lebte von 1998 bis 2016 in Mainz. Seit Mai 2017 ist sie mit dem Schriftsteller Alexander Pfeiffer verheiratet. Beide leben seit 2016 in Wiesbaden.

## Werke
- mit Christian Karn: 111 Gründe, Mainz 05 zu lieben. Schwarzkopf & Schwarzkopf, Berlin 2013 / erw. Neuausgabe 2019, ISBN 978-3-86265-818-3.
- 111 Gründe, an die große Liebe zu glauben. Schwarzkopf & Schwarzkopf, Berlin 2015, ISBN 978-3-86265-454-3.
- Unzertrennlich – 20 Geschichten von Zwillingen. Schwarzkopf & Schwarzkopf, Berlin 2015, ISBN 978-3-86265-487-1.
- Im Schatten der Arena. Societäts-Verlag, Frankfurt 2018, ISBN 978-3-95542-288-2.
- Vergiftete Hoffnung. Societäts-Verlag, Frankfurt 2020, ISBN 978-3-95542-380-3.
- Mainz 05 : Populäre Irrtümer und andere Wahrheiten. Klartext, Essen, 2021, ISBN 978-3-8375-2296-9.
- mit Oliver Heil: 1. FSV Mainz 05 – Fußballfibel. Culturcon Medien, Berlin, 2021, ISBN 978-3-7308-1744-5 (= Bibliothek des Deutschen Fußballs, Band 40)
- So einfach geht das nicht. Warum man ihn nicht einfach nur verklären kann. In: Hardy Grüne, Dietrich Schulze-Marmeling (Hrsg.): D10S: Maradona. Ein Leben zwischen Himmel und Hölle. Verlag Die Werkstatt, Bielefeld 2021, ISBN 978-3-7307-0557-5, S. 104–107.
- Wolfgang Frank – Der Fußball-Revolutionär. Verlag Die Werkstatt, Bielefeld 2022, ISBN 978-3-7307-0602-2.
- mit Alexandra Popp: Dann zeige ich es euch eben auf dem Platz. Droemer Knaur, München 2023, ISBN 978-3-426-21798-6.